# Atarashii Jōshi wa Do Tennen
Atarashii Jōshi wa Do Tennen (japanisch 新しい上司はど天然) ist eine Mangaserie von Dan Ichikawa, die seit 2019 in Japan erscheint. 2023 kam eine Anime-Adaption heraus, die als My New Boss Is Goofy auch international veröffentlicht wurde.

## Inhalt
Nachdem er an seinem früheren Arbeitsplatz von seinem Vorgesetzten Kurono gemobbt wurde, hat Kentarō Momose schließlich allen Mut zusammen genommen, gekündigt und sich einen neuen Job gesucht. Der ist wieder bei einer Werbeagentur, da diese Branche schon lange der Wunschberuf war. In der neuen Firma ist der 26-jährige zunächst vorsichtig und hat Angst, erneut Mobbing ausgesetzt zu sein. Doch sein Vorgesetzter Yūsei Shirosaki entpuppt sich als gewissenhaft, hilfsbereit und vor allem tollpatschig. Shirosakis Missgeschicke heitern Momose auf, lassen seinen Stress und die Bauchschmerzen, an denen er bisher litt, verschwinden und geben ihm Mut. Mit der Unterstützung seines neuen Chefs kann er endlich eigene Ideen entwickeln und ein erstes eigenes Projekt bearbeiten. Auch Abteilungsleiter Mitsuo Aoyama beobachtet den Fortschritt der beiden. Der unter Einsamkeit leidende frisch Geschiedene hatte einst Shirosaki eingearbeitet und ist ähnlich hilfsbereit. Bald kommt auch Aigo Kinjō (金城 愛悟) neu in die Firma und wird von Aoyama unter die Fittiche genommen. Auch Kinjō litt unter seinem früheren Chef und wechselte die Firma, nachdem er Momose und Shirosaki beobachtet hatte.
Die vier Angestellten freunden sich im Büroalltag miteinander an. Shirosaki nimmt eine Katze bei sich auf, wobei Momose ihn unterstützt. Bald zieht der auch zu Shirosaki, da sein früherer Vorgesetzter ihn bis zu seiner Wohnung zu verfolgen droht. Das gemeinsame Wohnen bringt die beiden noch enger zusammen. Währenddessen bemüht sich Kinjō, dem Bedürfnis Aoyamas nach Aufmerksamkeit nachzukommen. Als Momose dann doch eines Tages ausziehen will, merken er und Shirosaki, dass sie einander vermissen werden. Doch Shirosaki will Momoses Weg zu mehr Eigenständigkeit nicht aufhalten. Schließlich gelingt es dem aber, eine Wohnung gleich in der Nachbarschaft zu bekommen, sodass sie weiterhin viel Zeit miteinander verbringen können.

## Veröffentlichungen
Einzelne Kapitel wurden von Dan Ichikawa zunächst auf Twitter veröffentlicht. Als Serie startete der Manga dann im Februar 2019 im Magazin Manga Cross. Dessen Verlag Akita Shoten brachte die Kapitel auch gesammelt in bisher 2 Bänden heraus.
Unter der Regie von Noriyuki Abe entstand beim Studio A-1 Pictures eine Adaption als Anime. Die Drehbücher schrieb Masahiro Yokotani. Für das Charakterdesign war Takahiro Yasuda zuständig und die künstlerische Leitung lag bei Seiki Tamura. Die Tonarbeiten leitete Jin Aketagawa, die Computeranimationen Yuki Kuribayashi und für die Kameraführung war Yūko Shigeie verantwortlich.
Der Anime wurde erstmals im Mai 2023 angekündigt. Die 12 Folgen wurden vom 7. Oktober bis 23. Dezember 2023 von den Sendern Tokyo MX, GYT, Gunma TV und ABC in Japan gezeigt. Parallel dazu fand eine internationale Veröffentlichung per Streaming über die Plattform Crunchyroll statt, unter anderem mit deutschen, englischen und spanischen Untertiteln.

### Synchronsprecher
| Rolle           | Japanische Stimme |
| --------------- | ----------------- |
| Kentarō Momose  | Kōtarō Nishiyama  |
| Yūsei Shirosaki | Yuichiro Umehara  |
| Hakutō          | Hiro Shimono      |
| Aigo Kinjō      | Jun Fukuyama      |
| Mitsuo Aoyama   | Tomokazu Sugita   |

### Musik
Die Musik der Serie wurde komponiert von Masato Nakayama. Das Vorspannlied ist Planetaria von Fujifabric und für den Abspann verwendete man Hanataba von Lenny code fiction.